# Zagorski
Zagorski (bulgariska: Загорски) är ett distrikt i Bulgarien.   Det ligger i kommunen Obsjtina Kirkovo och regionen Kărdzjali, i den södra delen av landet, 210 km sydost om huvudstaden Sofia.